# Núi Shasta
Núi Shasta (Úytaahkoo trong tiếng Karuk), một ngọn núi lửa thành tầng cao 4322 m, là đỉnh núi cao thứ 2 ở trong dãy núi Cascade và đỉnh núi cao thứ 5 ở tiểu bang California, Mỹ. Núi Shasta (bắc California) - ngọn núi lửa thành tầng to nhất trong dãy núi Cascade - có thể được nhìn thấy từ Thung lũng Sacramento cách xa khoảng 140 dặm (225 km) vì nó là khung cảnh chế ngự vùng này.